# Francesco Solimena

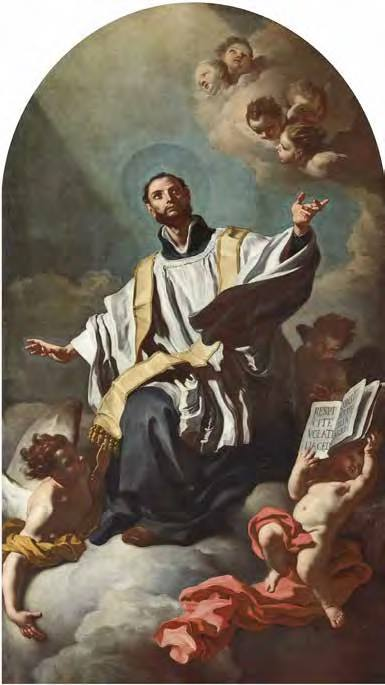
Saint Gaétan apaisant l'ange divin, Naples, basilique San Paolo Maggiore.

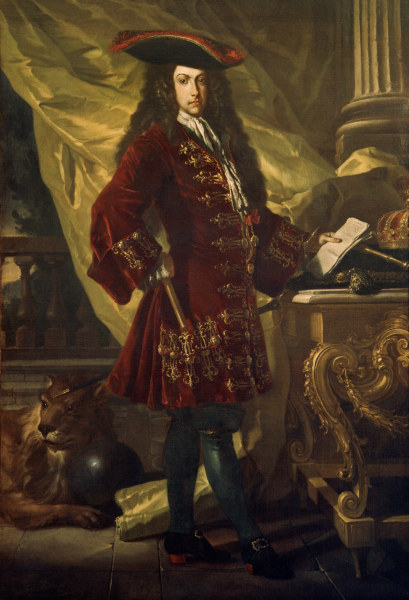
Portrait de Charles III de Habsbourg (vers 1707), musée Capodimonte de Naples.

Francesco Solimena (1657 - 1747), dit l'Abbé Ciccio, est un peintre d'histoire et de sujets religieux ainsi qu'un architecte de l'école napolitaine de la période baroque. C'est une des grandes figures du développement des styles baroque et rococo qui fut reconnu internationalement comme un des plus fameux artistes de son époque.

## Biographie
Francesco Solimena est né le 4 octobre 1657 à Canale di Serino dans la région d'Avellino en Campanie. Son père Angelo Solimena (17 novembre 1629-1716) dirigeait un atelier de peinture dans cette région, dans l'entourage de Francesco Guarino.
Angelo voulait orienter Francesco vers l'étude des lettres, contre le goût de ce dernier. Mais le cardinal Orsini (futur pape Benoît XIII) l'en dissuada et Francesco devint ainsi apprenti dans l'atelier de son père, en 1672-1673, puis exécuta avec lui la fresque du Paradis de la cathédrale de Nocera Inferiore et une Vision de saint Cyrille d'Alexandrie à l'église San Domenico de Solofra, vers 1675-1680.
En 1674, il se rend à Naples pour étudier chez Francesco di Maria. Il se rapproche à ce moment du style que Giovanni Lanfranco développe dans les fresques de la chapelle Sainte-Anne de l'église du Gesù Nuovo de Naples (1677), et aussi des travaux de Luca Giordano et Mattia Preti dont il retint la leçon d'ombrage par des bruns chauds. Francesco monte alors son atelier à Naples et y réalise de nombreuses fresques, des retables des sujets mythologiques, des célébrations de mariage et d’événements de cour, caractéristiques par leur aspect dramatique, ainsi que des portraits.
Sa première grande commande, au début des années 1690, est la décoration intégrale de la sacristie de la basilique de San Paolo Maggiore, l'un des principaux sanctuaires de Naples et maison de l'ordre des Théatins, où sont conservées les reliques de son fondateur, saint Gaétan de Thiene. Cette réalisation prestigieuse fait de Solimena le nouveau grand peintre de Naples : il obtient, à partir de cette époque, les plus importantes commandes pour la décoration des grands édifices religieux de la cité succédant à Luca Giordano comme chef de file de la peinture napolitaine. Ainsi, Solimena est choisi pour peindre la contre-façade de l'église du Gesù Nuovo, où il représente Héliodore chassé du temple, une grande fresque qui constitue l'un de ses principaux chefs-d'œuvre. D'autres décors majeurs sont la sacristie de San Domenico Maggiore, la chapelle de Saint Philippe Neri aux Girolamini et la voûte de église San Nicola alla Carità.
À la fin des années 1690 et dans la première moitié du XVIIIe siècle, son atelier devint pratiquement une académie qui occupe le cœur de la vie culturelle napolitaine. De nombreuses toiles en sortent pour décorer les édifices religieux de la ville.
Selon le Dictionnaire Bénézit (1924), il se serait rendu à Madrid en 1702 à la demande de Philippe V d'Espagne pour y réaliser différentes œuvres au palais royal, mais les autres sources ne mentionnent pas cet épisode de sa vie. Toujours est-il que son influence est flagrante chez des peintres comme Francisco Goya qui travaillait à la cour d'Espagne à cette période.
Dans sa dernière période, il reprend les expériences lumineuses de sa jeunesse, comme on peut le voir dans le groupe de toiles pour Charles III de Bourbon, conservées aujourd'hui au palais royal de Caserte et au musée Capodimonte.
Nicola Maria Rossi (1650-1700) fut son assistant et Francesco Solimena eut de nombreux élèves : Bartolomeo Altomonte (1702-1779) Giuseppe Bonito, Lorenzo de Caro, Mario Gioffredo, Daniel Gran (1694-1757), Francesco de Mura (1696-1782), Francesco Narici (1719-1785), Pietro Antonio Rotari (1707-1762), Ferdinando Sanfelice (1675- ?), Oronzo Tiso (1729-1800), Gaspare Traversi (1722 ?-1769), Paul Troger (1698-1762), Domenico Antonio Vaccaro (1678-1745) Johann Jakob Zeiller (1708-1783), Johan Joseph Zoffany (1733-1810)… Mais parmi les plus illustres figurent : Corrado Giaquinto (1703-1765), son fils Orazio Solimena (1690-1789 ?), Sebastiano Conca (1679-1764) également formé par Corrado Giaquinto, ainsi que le portraitiste écossais Allan Ramsay (1713-1784) qui travailla trois ans dans l'atelier de Francesco.
Le succès de Francesco Solimena fut considérable et il travailla pour de grandes cours européennes (dont celle de Louis XIV et celle de Vienne). Cela lui permit de vivre très confortablement en accumulant une fortune considérable et il fut même nommé baron. En dépit de son succès et à l'instar de son père Angelo, il ne souhaitait pas que son fils Orazio se consacre à la peinture et il le destinait à devenir juriste. Celui-ci reçut un doctorat de droit dominicain, mais se consacra finalement à la peinture tout comme son père l'avait fait.
Francesco Solimena est resté actif jusqu'à la fin de ses jours et meurt à l'âge de 89 ans à Barra, le 5 avril 1747, où il est inhumé à l'église Saint-Dominique.

## Style
A part quelques brefs séjours d'étude à Rome, Solimena n'est jamais sorti de chez lui. Il s'est fixé pour mission de discipliner la liberté de Luca Giordano, revenant à la tradition des deux siècles précédents qu'il interprète en émule talentueux et zélé.
La composition de ses tableaux est souvent soulignée par des éléments architecturaux (marches, arches, balustrades, colonnes) qui concentrent l'attention sur les personnages, de même que le jeu d'ombres et de lumières des étoffes.
Les historiens d'art ont pris plaisir à identifier les nombreux modèles qu'il avait imités dans ses compositions. Ses nombreuses études préparatoires mélangent souvent plusieurs techniques telles que des dessins à l'encre et à la plume, de la craie et des lavis d'aquarelle.
Un exemple typique du style de ses jeunes années de maturité est l'Allégorie d'un règne (1690), ouvrage de la collection Strogonov aujourd'hui conservé par le musée de l'Ermitage à Saint-Pétersbourg.
À partir des années 1680, Francesco Solimena s'approprie l'expérience chromatiste de Luca Giordano, élève de José de Ribera, qui avait assimilé les expérimentations picturales les plus diverses de l'Italie de l'époque et permis l'éclosion de la peinture baroque napolitaine. Francesco Solimena sera son héritier, ainsi que ses élèves Corrado Giaquinto et Sebastiano Conca. À partir de 1690, il revient aux exemples du baroque vigoureux et expressif de Mattia Preti et il commencera à Naples, au début du XVIIIe siècle une période artistique majeure : celle du rococo comme épuisement du baroque, mais aussi comme celle de la victoire du siècle des lumières, de la raison et du raisonnable opposée à l'arbitraire, à l'imagination et au luxe effréné. Au début du XVIIIe siècle, il s'oriente vers de vastes compositions solennelles, aux sujets sacrés ou profanes, et aux tons formels et, à partir des années 1730, revient presque à sa fougue juvénile avec une peinture baroque, retrouvant une bouleversante intensité visuelle.

## Influence
Secondé par un énorme atelier, pendant trente ans, il met au point tout un manuel de gestes et de postures au bénéfice des cours européennes. Le XVIIIe siècle méridional est celui de Solimena et des siens, avec une forte empreinte maniériste.
Francesco Solimena a exercé une influence considérable sur les peintres des plus jeunes générations de Naples mais aussi de toute l'Europe centrale. Il a servi d'exemple aux générations naissantes et notamment Jean Honoré Fragonard, Francisco Goya et François Boucher qui s'inspirèrent abondamment de ses œuvres.
Grâce à lui, en un siècle, la peinture est passée à Naples des clairs-obscurs héroïques du Caravage et de Giovanni Battista Caracciolo aux scénographies lumineuses et cette ville a quitté son statut de centre artistique périphérique pour devenir une des capitales européennes de la peinture.

## Liste des œuvres

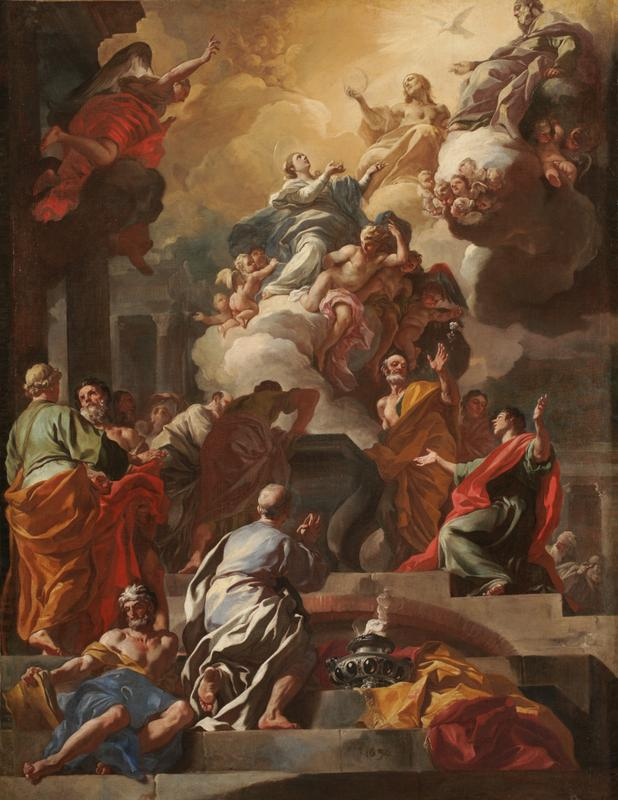
L’Assomption et le Couronnement de la Vierge (1690), Montargis, musée Girodet.

- 1675-1680, Paradis, fresque, Duomo, Nocera Inferiore, Campanie (en collaboration avec son père Angelo Solimena)
- 1675-1680, Vision de saint Cyrille d'Alexandrie, Chiesa San Domenico, Solofra (réalisé avec son père Angelo Solimena)
- 1680-1681, Vierge en gloire, Berlin, Gemäldegalerie
- Vers 1684, Chute de Lucifer, Rome, musées du Vatican
- Vers 1685, fresques, Naples, église Santa Maria Donnaregina Nuova
- Vers 1685, tableaux, Naples, église San Nicola alla Carità
- 1685-1690, Chute de Simon le Magicien, esquisse pour la fresque de l'église de San Paolo Maggiore à Naples, Le Havre, musée André Malraux
- 1689-1690, Sainte Trinité avec la Vierge et saint Dominique, fresque, Naples, sacristie de la basilique San Paolo Maggiore
- 1689-1690, Saint Gaétan apaisant l'ange divin, fresque, Naples, sacristie de la basilique San Paolo Maggiore
- 1690, Saint François restitue ses habits à son père, Chalon-sur-Saône, Musée Vivant Denon
- 1690, La Chute de Magus, Naples, basilique San Paolo Maggiore
- 1690, Allégorie d'un règne, Saint-Pétersbourg, musée de l'Ermitage
- 1690, L’Assomption et le Couronnement de la Vierge, huile sur toile, Montargis, musée Girodet
- 1695, Le Christ montre à saint Benoît la diffusion de son ordre, Naples, église Santa Maria Donnalbina
- Vers 1695-1700, La Nativité, La Visitation, L'Annonciation aux bergers, Le Songe de Joseph, La Fuite en Égypte, Naples, autels latéraux de l'église Santa Maria Donnalbina
- Vers 1695-1705, Vénus dans les forges de Vulcain (attribution), dessin, Toronto, musée des beaux-arts de l'Ontario
- Vers 1695-1705, Saint Georges combattant le dragon (attribution), dessin, Toronto, musée des beaux-arts de l'Ontario
- Vers 1696-1697, Le Songe de Joseph, Paris, musée du Louvre
- 1697-1708, Le Martyre de saint Placide et de sainte Flavie, Budapest, (en) Szépmüvészeti Museum
- 1698, L'Adoration des bergers, Convento della Santa Annunziata, Aversa, Campanie
- 1700, Borée enlevant Orithye, fille d'Érechthée, Rome, Galleria Spada
- 1702, Saint Janvier, cathédrale Notre-Dame de l'Assomption de Naples
- 1704, Vénus recevant de Vulcain les armes pour Énée, Los Angeles, Getty Center
- 1705, L'Assomption en gloire avec des saints, huile sur toile de 17 m2, église San Girolamo delle Monache, Naples
- Après 1705, Portrait de femme, Toulouse, musée des Augustins.
- 1710, La Vierge confiant le Saint-Sépulcre à saint Bonaventure, Duomo San Paolo, Aversa, Campanie
- Vers 1710, Rébecca et Éliézer au puits, et Jacob et Rachel Gallerie dell'Accademia de Venise[3]

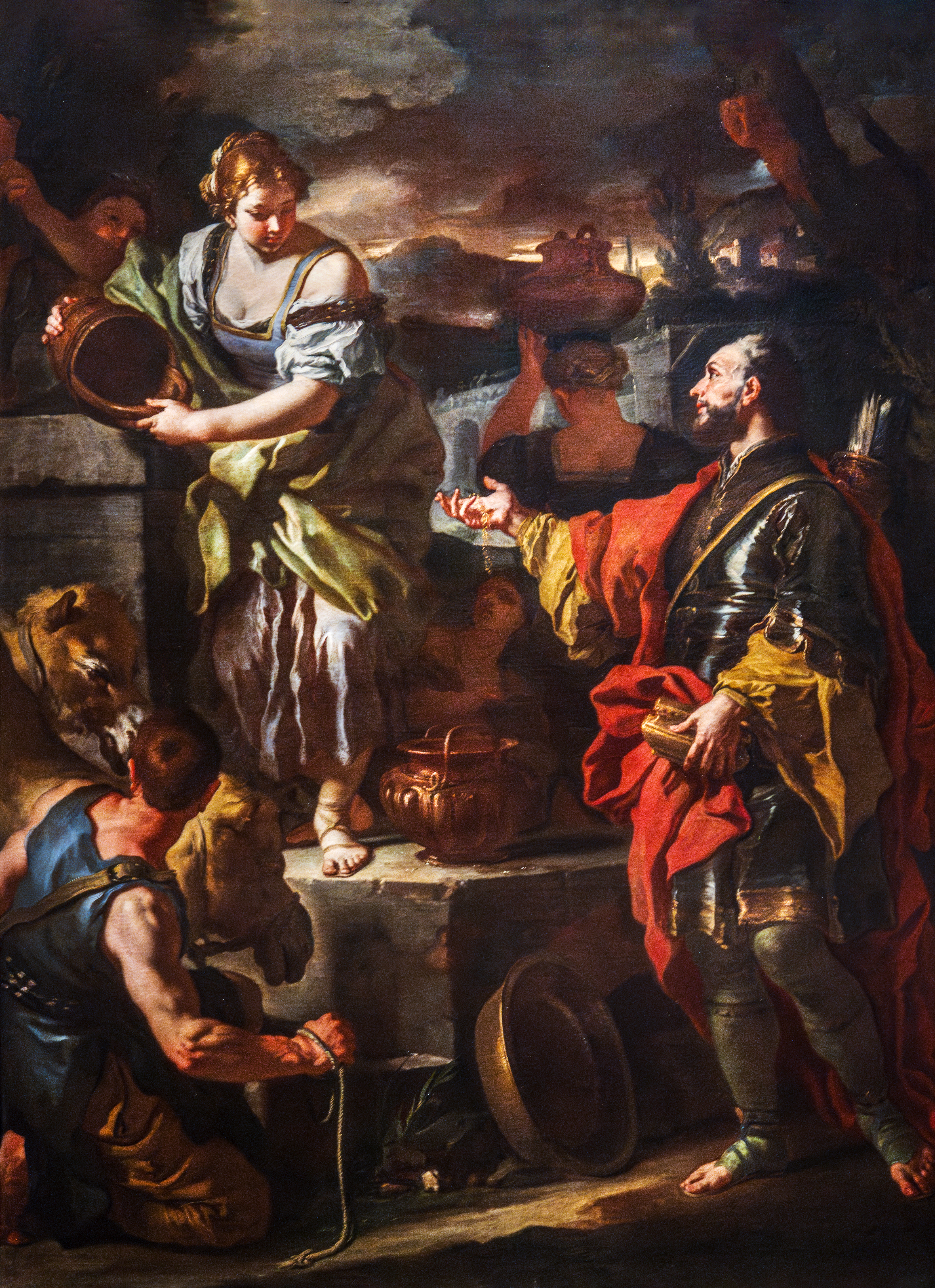
Rébecca et Éliézer au puitsGallerie dell'Accademia de Venise

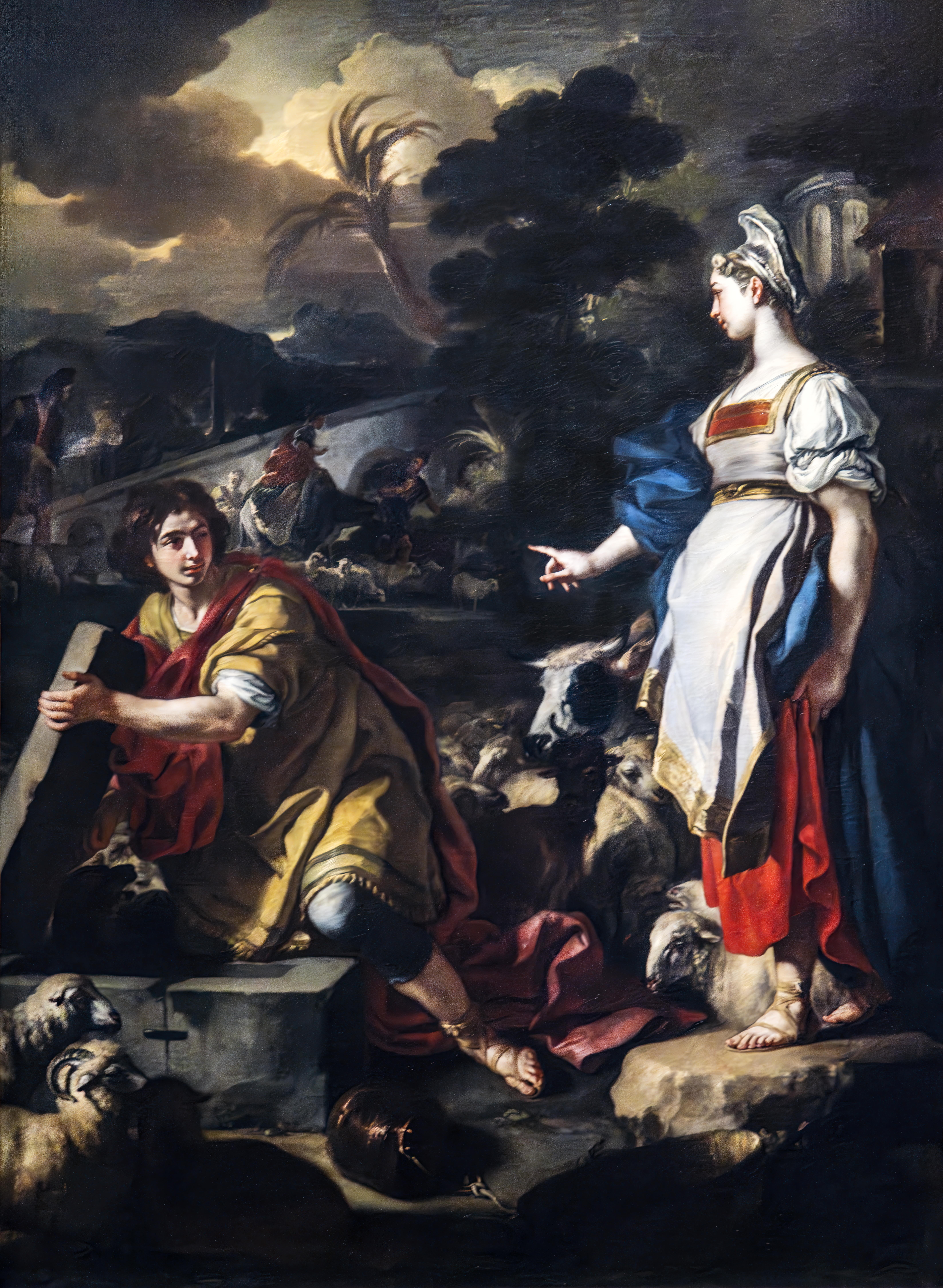
Jacob et Rachel Gallerie dell'Accademia de Venise

- Vers 1712-1714, Chasse royale de Didon et Énée, musée des beaux-arts de Houston
- 1715, Christophe Colomb arrivant en Amérique[5], esquisse, Musée des beaux-arts de Rennes
- 1719, plan du plancher faïencé représentant le Paradis Terrestre et Adam et Ève chassés du Paradis, Capri, Campanie, Chiesa San Michele
- 1720, Didon recevant Énée et Cupidon déguisé en Ascagne, Londres, National Gallery
- 1721-1730, Retable, Vienne, Palais du Belvédère
- 1723, Saint Philippe Néri et la Vierge, Turin, église San Filippo Neri (it)
- 1724, La profetessa Debora, huile sur toile, Palais Royal de Turin
- 1725, Héliodore chassé du Temple, toile, 150 × 200 cm[6], étude préparatoire à la fresque de l'église Gesù Nuovo de Naples, Paris, musée du Louvre
- 1725, Héliodore chassé du Temple, fresque du revers de la façade de l'église du Gesù Nuovo, Naples,
- 1727-1730, fresques, Naples, chapelle Saint-Philippe-Néri de l'église des Oratoriens de Naples
- 1728, Charles VI et le comte Gundaker Althann, toile signée et datée, 309 × 284 cm, Kunsthistorisches Museum de Vienne. Commande de Charles VI[7].
- 1728-1733, Judith tenant la tête d'Holopherne, Vienne, Kunsthistorisches Museum
- 1729, Autoportrait, huile sur toile, 130 × 114 cm, Florence, musée des Offices. Probable commande de l'Électrice palatine[8]
- Vers 1730, L'Annonciation, huile sur toile, musée des beaux-arts de Quimper, tableau interprété en gravure par Noël Le Mire
- Vers 1730, L'Éducation de la Vierge, Pinacothèque nationale d'Athènes[9]
- 1730, La Sainte Trinité avec la Vierge et saint Dominique, fresque, Naples, sacristie de l'église San Domenico Maggiore
- 1730, Vierge entourée de saints dominicains, Naples, église San Domenico Maggiore
- Vers 1730, Saint Thomas d'Aquin, Naples, église San Domenico Maggiore
- 1735, Alexandre vainqueur de Darius, Palacio Real de La Granja, San Ildefonso, Ségovie
- 1737, Allégories pour les Noces de Charles de Bourbon et de Marie-Amélie de Saxe, musée de Capodimonte de Naples
- 1739-1741, Didon recevant Énée, huile sur toile, 435 × 340 cm[10], musée Capodimonte de Naples
- vers 1741, Portrait du prince de Tarsia, Ferdinando Vincenzo Spinelli, en habit de chevalier de l'ordre royal de saint Janvier, huile sur toile, 250 × 168 cm, musée de Capodimonte, Naples[10]
- 1744, Portrait équestre de Charles II à la bataille de Velletri, Palais de Caserte, Campanie
- 1747, Vierge du Rosaire, basilique San Michele, Piano di Sorrento, Campanie
- Le Massacre des Justiniens à Chios, musée Capodimonte de Naples
- La Conversion de saint Paul, Naples, église San Paolo
- Le Départ de Rébecca, Ajaccio, musée Fesch
- Barac et Déborah (?)
- Noli me tangere (?)
- Saint Janvier visité en prison par Proculus et Sosius (?)
- Ascension de la Vierge, Duomo San Andrea, Venosa
- Philippe V d'Espagne, Palais de Caserte, Campanie
- Saint Georges et le Dragon, Naples, Duomo San Gennaro
- L'Immaculée Conception, Nardò, Pouilles, cathédrale Maria Santissima Assunta
- Sainte Thérèse d'Avila avec l'Enfant Jésus, Budapest, Szépmüvészeti Szépmüvészeti Museum
- Apothéose de Saint Gaétan, Vicence, Vénétie, église San Gaetano di Thiene
- Saint Paul et Madeleine, Vicence, Vénétie, église San Filippo Neri
- Descente de croix, huile sur toile, musée des beaux-arts de Chambéry
- L'Adoration des bergers, musée d'art et d'histoire de Narbonne

L'adoration des bergers, Musée des Beaux-Arts de Narbonne

- La Chute des damnés, huile sur toile, musée des beaux-arts de Quimper
- La Vierge entourée d'anges avec sainte Claire, huile sur toile, église Santa Maria Egiziaca a Forcella de Naples
- Saint Gaëtan et Saint François, huile sur toile, église Santa Maria Egiziaca a Forcella de Naples
- La Vierge avec saint Augustin et sainte Monique, huile sur toile, église Santa Maria Egiziaca a Forcella de Naples
- Saint Joseph, huile sur toile, église Santa Maria di Caravaggio de Naples

### Sources
- (it) Cet article est partiellement ou en totalité issu de l’article de Wikipédia en italien intitulé « Francesco Solimena » (voir la liste des auteurs).

- (en) Cet article est partiellement ou en totalité issu de l’article de Wikipédia en anglais intitulé « Francesco Solimena » (voir la liste des auteurs).
- Emmanuel Bénézit (dir.), Dictionnaire critique et documentaire des peintres, sculpteurs, dessinateurs et graveurs de tous les temps et de tous les pays, Tome troisième L à Z, Éditeur E. Gründ, Paris, 1924
- Encyclopædia Universalis, volume 20, Thesaurus Index Polo à Zyriane, Édition Encyclopædia Universalis France, Paris, troisième publication, 1977
- Lucio Felici (dir.), Encyclopédie de l'art, Édition Livre de poche, 1991
- (it) Bernardo De Dominici, Vite dei Pittori, Scultori, ed Architetti Napolitani (3 volumes), Stamperia del Ricciardi, Naples, 1742
- Nicola Spinosa (dir.), Franceso Solimena (1657-1747) e le Arti a Napoli, catalogue raisonné de l'oeuvre peint et dessiné, 2 vol., Rome, Ugo Bozzi Editore, 2018.